# Yves Hadley Desmarets
Yves Hadley Desmarets (Paris, 19 de Julho de 1979) é um futebolista francês, que joga actualmente no Deportivo La Coruña. Desempenha a função de médio-esquerdo, mas pode também jogar a lateral-esquerdo.